# Irska gelščina
Írska gélščina ali írščina (Gaeilge na hÉireann) spada skupaj z mansko gelščino in škotsko gelščino v gelsko vejo otoških keltskih jezikov. Ima okoli 1,6 milijona govorcev po svetu, od katerih jih večina živi na Irskem (Éire).

## Zgodovina
Najstarejša pričevanja o irski gelščini so iz obdobja od 5. do 8. stoletja. Pretežno so to napisi na grobovih v posebni ogamski pisavi. Do 17. stoletja je bila irska gelščina praktično edini jezik sporazumevanja na irskem otoku, saj so se celo prvi angleški priseljenci, ki so prišli tja v 12. stoletju, razmeroma zgodaj pokeltili. Položaj gelščine se je utrdil zlasti v 16. stoletju, ko jo je rimokatoliška cerkev močno podprla nasproti »protestantski« angleščini. V začetku 17. stoletja je angleški kralj Jakob I. zasegel zemljo upornih klanskih poglavarjev v Ulstru in tam naselil 200.000 kolonistov s Škotskega nižavja in Anglije. Ti so bili angleško govoreči in protestanti. Ulster je kmalu postal gospodarsko najbolj razvit del Irske, s tem pa je na veljavi dobivala angleščina. Leta 1803 je z zakonom o enotnosti (Act of Union) Irska postala del Združenega kraljestva. Irsko gelščino so izgnali iz šol in jo prepovedali. Že v začetku 20. stoletja je bila angleščina edini jezik sporazumevanja kar 85 odstotkom prebivalstva. Ko se je leta 1921 Irska osamosvojila, je gelščina postala simbol narodne samobitnosti. Razglašena je bila za uradni jezik in ima danes močno podporo v šolskem sistemu. Pravih govorcev irske gelščine je danes največ na jugu in jugozahodu irskega otoka.

## Trenutno stanje
Irščina se trenutno nahaja v obdobju največjega razcveta po osamosvojitvi Republike Irske. Kljub temu, da število govorcev v tradicionalno irsko govorečih področjih (Gaeltachtaí) upada, se število govorcev v ostalih, angleško govorečih področjih (Galltachtaí) vztrajno povečuje. K temu prispeva predvsem izredno povečanje zanimanja za izobraževanje otrok izključno v irščini, ki ga izvaja organizacija Gaelscoileanna Teo. Tako je danes v vsaki od tradicionalnih irskih grofij (contae) vsaj ena šola, v kateri se otroci učijo izključno v irščini. Danes obiskuje šole s celotnim šolskim programom v irščini okoli 7 % vseh irskih šoloobveznih otrok.
Poleg tega je irščini precejšen zagon dala tudi vzpostavitev posebnega nacionalnega TV kanala v irščini (sprva »Teilifis na Gaeilge«, sedaj TG4), ki s sproščenim, mladostnim imidžem skrbi za priljubljenost irščine med vsemi starostnimi skupinami, predvsem pa med mladino. TG4 je tako sproducirala že nekaj popularnih serij, od vseh pa je najuspešnejša Ros na Run, limonadnica v irščini, katere zgodba se odvija v tipični irsko govoreči vasici v Gaeltach-u, vključuje pa tudi zelo sodobne teme in detabuizira mnoge predsodke tradicionalno katoliške irske družbe. Irska vlada tudi sponzorira oddajanje radia v prvem nacionalnem jeziku Republike Irske - Raidio na Gaeltachta, ki 24 ur dnevno oddaja izključno v irščini.
Zelo živahna, predvsem iz znanih zgodovinskih razlogov, je tudi irsko govoreča scena na Severnem Irskem, kjer se katoličani istovetijo z irščino precej močneje kot njihovi rojaki v Republiki Irski. Belfast (irsko Beal Feirste) tako velja za eno od središč novega preporoda irščine, v mestu pa izhaja tudi trenutno edini dnevnik v irskem jeziku - »La« (slovensko: Dan).
1. januarja 2007 je irščina postala tudi eden izmed uradnih jezikov Evropske unije.

## Lastnosti jezika

### Abeceda
| Irska črka  | Irska črka | Ime  |
| Velika črka | Mala črka  |      |
| A           | a          | á    |
| B           | b          | bé   |
| C           | c          | cé   |
| D           | d          | dé   |
| E           | e          | é    |
| F           | f          | eif  |
| G           | g          | gé   |
| H           | h          | héis |
| I           | i          | í    |
| L           | l          | eil  |
| M           | m          | eim  |
| N           | n          | ein  |
| O           | o          | ó    |
| P           | p          | pé   |
| R           | r          | ear  |
| S           | s          | eas  |
| T           | t          | té   |
| U           | u          | ú    |

Opomba:
Črke J (jé), K (ká), Q (cú), V (vé), W (wae), X (ex), Y (yé) in Z (zae) ne obstajajo v domačih irskih besedah, pojavljajo pa se v nekaterih sposojenkah iz angleščine.

### Izgovorjava
| Irski samoglasnik | Izgovorjava |
| a                 | [a]         |
| á                 | [aː]        |
| e                 | [e]         |
| é                 | [eː]        |
| i                 | [i]         |
| í                 | [iː]        |
| o                 | [o]         |
| ó                 | [oː]        |
| u                 | [u]         |
| ú                 | [uː]        |
| ia                | [iə]        |
| ua                | [uə]        |
| eu                | [ɛə]        |
| ae                | [eɪ]        |
| ao                | [iu]        |
| éo                | [jo]        |
| iu                | [ju]        |
| ái                | [awi]       |
| éi                | [ei]        |
| ói                | [oi]        |
| úi                | [ui]        |
| eá                | [aː]        |
| ío                | [iː]        |
| ai                | [ai]        |
| ea                | [ai]        |
| ei                | [ɛ]         |
| oi                | [ʊi]        |
| io                | [ɪ]         |
| ui                | [ɪ]         |
| eo                | [ʊ]         |
| aí                | [iː]        |
| aoi               | [iː]        |
| eoi               | [ɔɪ]        |
| eái               | [aɪ]        |
| iai               | [iæi]       |
| uai               | [uɪ]        |
| iui               | [iuɪ]       |

| Irski soglasnik | Izgovorjava        |
| b               | [b], [b']          |
| c               | [k], [k']          |
| d               | [d], [ð']          |
| f               | [f], [f']          |
| g               | [g], [ɣ']          |
| h               | [h], [h]           |
| l               | [l], [l']          |
| m               | [m], [m']          |
| n               | [n], [ɲ]           |
| p               | [p], [p']          |
| r               | [r], [r']          |
| s               | [s], [ʃ'] ali [s'] |
| t               | [t], [t']          |

Opombe:
- Prva izgovorjava: pred ali po A, O ali U
- Druga izgovorjava: pred ali po E ali I

### Vzglasne premene
Vzglasna premena pomeni, da se prva črka besede, če je soglasnik, v določenih okoliščinah spremeni. Če je prva črka besede samoglasnik, vzglasna premena ne nastopa.
V irski gelščini poznamo dve vrsti vzglasnih premen: mehčanje in zvočenje. Kjer je polje v preglednici prazno, premena ne nastopa.
| Osnovna oblika       | Mehčana oblika | Zvočna oblika |
| b [b], [b']          | bh [w], [v]    | mb [m]        |
| c [k], [k']          | ch [x]         | gc [g]        |
| d [d], [ð']          | dh [j], [ɣ]    | nd [ɴ]        |
| f [f], [f']          | fh [nem]       | bhf [v]       |
| g [g], [ɣ']          | gh [j], [ɣ]    | ng [ŋ]        |
| m [m], [m']          | mh [w], [v]    |               |
| p [p], [p']          | ph [f]         | bp [b]        |
| s [s], [ʃ'] ali [s'] | sh [h]         |               |
| t [t], [t']          | th [h]         | dt [d]        |

## Etimologija izrazagelščina
Keltske jezike, ki so se nekdaj govorili v celotni osrednji in zahodni Evropi (vse do Male Azije), so jezikoslovci razdelili v dve veliki skupini, ki sta utemeljeni na podlagi razvoja praindoevropskega (in obenem prakeltskega) glasu *kw. V prvo ali Q-keltsko skupino spadajo tisti jeziki, v katerih je *kw ohranil prvotno artikulacijo oziroma se je (v goidelskih jezikih) razvil v glas [k]. Med te jezike spadajo jeziki goidelske (angleško Goidelic) veje otoških keltskih jezikov: irska gelščina, škotska gelščina in manščina (Manx, na otoku Man); od antičnih celinskih keltskih jezikov pa keltiberščina in nekatera arhaična narečja galščine. V drugo ali P-keltsko skupino spadajo jeziki, v katerih se je *kw razvil v [p]. 
To so jeziki britanske (angleško Brythonic) veje otoških keltskih jezikov: valižanščina, kornijščina, bretonščina in piktščina; od antičnih celinskih keltskih jezikov pa večina narečij galščine ter lepontščina in galatščina.
Izraza gelščina ne smemo zamenjevati z izrazom galščina, ki označuje antični celinski keltski jezik. Zato je nesprejemljivo uporabljati sintagmo irska galščina ali škotska galščina, saj angleška izraza Gaelic (gelski) in Gaulish (galski) nista etimološko sorodna (glej v nadaljevanju). Ker je beseda jezikovni znak, ta obstaja pač vedno le v razmerju do drugih znakov, kar pomeni, da nekdanje variantne oblike lahko postanejo razlikovalni znaki, če govorcem jezika pač tako narekujejo okoliščine.
Angleški izraz Gael in iz njega izpeljani pridevnik gaelic (v angleščini prvič izpričan v 18. stoletju) izvira iz škotskogelskega izraza gaidheal, ki je prvotno označeval keltske prebivalce škotskega višavja. Beseda je sopomenka irskogelskemu Goidel/goidelic (staroirsko goídel). Prvotno naj bi te besede izvirale iz valižanskega (torej britansko-keltskega) izraza gwyddel, gwydd s pomenom 'divji, divjak'. Ta izraz so uporabljali »južni« britanski Kelti za Kelte na Irskem, Škotskem in na otoku Man. Francoska beseda Gaule (Galija) in pridevnik gaulois (galski), od koder sta prevzeta angl. Gaul in Gaulish, kljub glasovni podobnosti ne izvira iz latinskih izrazov Gallia, Gallus, Gallicus, temveč je prevzeta iz germanske besede *Walhaz, od koder izvira tudi angleški izraz Welsh za 'Valižane'. Navedena germanska beseda je prvotno pomenila 'tujec', tj. pripadnik negermanskega ljudstva (Kelt ali Rimljan), stari Germani pa so jo prevzeli od imena antičnega keltskega ljudstva Volcae. Valižani sicer sami sebe označujejo s pridevnikom cymraeg (ang. Cymric), kar pomeni 'rojak'.
Pridevnika galski in gelski torej označujeta dva različna keltska jezika. Ne glede na zgodovinski razvoj je pomembno, kakšno je njihovo medsebojno razmerje danes na sinhroni ravni. V slovenščini (in angleščini) velja izraz keltski (Celtic/Keltic) za nadpomenko, gelski je podpomenka kot oznaka za določeno skupino Keltov na Britanskem otočju, galski pa omejen na antične Galce na območju današnje Francije. Izraz galska irščina/škotščina je torej nesprejemljiv. Možna rešitev bi bila tudi irščina/škotščina (brez pridevnika), oziroma keltska irščina/škotščina. Uporaba »golih« besed irščina/škotščina je manj ustrezna, ker sami Irci oziroma Škoti uporabljajo Irish in Scottish bolj v zvezi s posebnima oblikama angleščine. Pridevnik keltska (irščina/škotščina) je s slovenskega stališča popolnoma ustrezen. Ker pa sami govorci teh jezikov uporabljajo ožji izraz - Gaelic in ne Celtic, smo ga povzeli v poslovenjeni obliki tudi na Slovenskem. Ni znano, kdaj se je v slovenskem jezikovnem prostoru prvič uporabila beseda gelščina (gelski), saj se je o tej skupini Keltov v Sloveniji v preteklosti o tej problematiki malo pisalo. Uporablja ga slovenska izdaja Atlasa jezikov (Comry 1998), in Veliki slovenski leksikon. Izraz je opisan tudi v delu dr. Frančiške Trobevšek O raznolikosti in spreminjanju jezikov (2006).